# Color Graphic Adapter
Color Graphic Adapter (CGA) byla první grafická karta IBM a také první standard barevné grafiky pro počítače IBM PC. Na trhu se objevil v roce 1981.

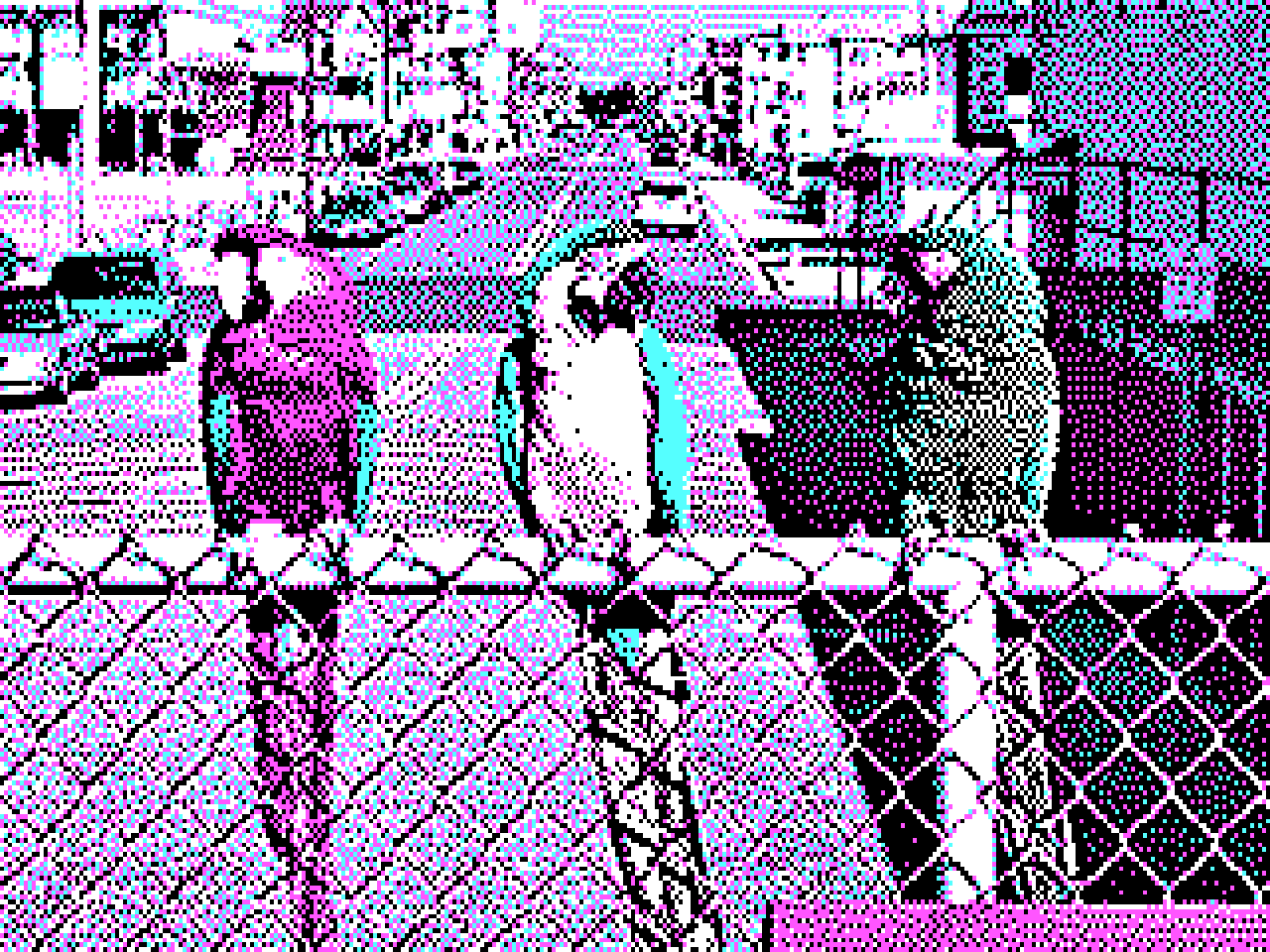
Ukázka CGA obrázku

Adaptér nabízel textové režimy 40 × 25 a 80 × 25 znaků v 16 barvách, nebo rozlišení 320 × 200 bodů při 4 pevně zvolených barvách (byly jen dvě možnosti) v grafickém režimu (viz tabulky).
Při použití analogového monitoru přes kompozitní výstup signálu bylo možné díky interferencím signálu NTSC dosáhnout minimálně 16 barev. Díky reverznímu inženýrství a pokročilým technikám programování prezentuje dnešní demoscéna obrázky až ve stovkách barev při sníženém rozlišení.
Následníkem byl standard EGA.